# Jupiaba citrina
Jupiaba citrina é um gênero de peixe, que foi descrito pela primeira vez por Angela M. Zanata e Ohara, em 2009. Jupiaba citrina pertence ao gênero Jupiaba e da família dos Caracídeos.